# Brunkantad brunbagge
Brunkantad brunbagge (Xylita livida) är en skalbaggsart som först beskrevs av Sahlberg 1833.  Brunkantad brunbagge ingår i släktet Xylita, och familjen brunbaggar. Enligt den svenska rödlistan är arten nationellt utdöd i Sverige. . Arten har tidigare förekommit i Nedre Norrland men är numera lokalt utdöd. Artens livsmiljö är skogslandskap.